# Mundbach
Mundbach är ett vattendrag i Schweiz. Det ligger i den södra delen av landet, 80 km sydost om huvudstaden Bern.
I omgivningarna runt Mundbach växer i huvudsak blandskog. Runt Mundbach är det mycket glesbefolkat, med 7 invånare per kvadratkilometer.